# Unión de Rugby de Buenos Aires
La Unión de Rugby de Buenos Aires (o URBA) è l'autorità che raggruppa i principali club di rugby a 15 della provincia argentina di Buenos Aires (città e area metropolitana) e un club di Rosario.
L'URBA è affiliata all'Unión Argentina de Rugby, da cui si "staccò" nel 1995-96. Infatti sino a quella data, la UAR (che sino al 1951 si chiamò River Plate Rugby Union), organizzava e gestiva l'attività del rugby provinciale di Buenos Aires, oltre l'attività dei tornei nazionali e delle rappresentative. Nelle province i campionati locali erano gestiti da Unioni autonome affiliate alla stessa UAR. Da 1996 dunque i tornei di Buenos Aires, sono gestiti da una federazione locale e non più dalla federazione nazionale.
La ragione per cui il Rosario fa parte di tale associazione provinciale è storica: nel 1899 quattro club, tre dei quali della Capitale argentina, il Buenos Aires Cricket and Rugby Club, il Lomas Athletic e il Belgrano Athletic e il quarto essendo il Club Atlético del Rosario, diedero vita al The River Plate Rugby Union, nucleo di quella che oggi è l'Unión Argentina de Rugby.
Quando, nel 1995, la Federazione nazionale andò incontro a una ristrutturazione territoriale, l'unione provinciale di Buenos Aires formalizzò il nome con il quale è attualmente conosciuta e mantenuto tra i suoi soci il club fondatore di Rosario.
Va ricordato che nella provincia di Buenos Aires sono attive anche altre federazioni come la Unión Marplatense de Rugby, Unión de Rugby del Oeste de la Provincia de Buenos Aires e Unión del rugby del Sur.
Oltre a organizzare un suo proprio torneo dal 1899 (oggi noto come Torneo URBA o Campionato URBA), l'Unión de Rugby de Buenos Aires vanta anche una sua rappresentativa provinciale (chiamata "Buenos Aires", da non confondere il club "Buenos Aires FC") la quale normalmente compete nel Campionato argentino (torneo nazionale riservato alle province, vinto 30 volte su 59 partecipazioni), e che talora è impegnata in match contro rappresentative nazionali; tra quelle di prestigio si citano l'Inghilterra (due volte, 1990 e 1997), il Sudafrica (1993), la Francia (1996 e 1998) e il Galles (1999).

## Torneo URBA
Il torneo provinciale dell'Unión de Rugby de Buenos Aires è considerato il più competitivo di tutto il Paese, avendo espresso più della metà dei giocatori finora impiegati in Nazionale argentina.
Le due squadre con il palmarès più ricco di tale torneo sono il Club Atlético de San Isidro o CASI (33 titoli) e il San Isidro Club (o SIC) con 23.
Esso è diviso in quattro serie, denominate "gruppi", da I a IV; il gruppo I è il superiore. I gruppi I e II sono composti da 24 squadre ciascuna, i gruppi III e IV di 15 ciascuna.

### Svolgimento del torneo

#### Primo turno (marzo-giugno)
- Gruppi I e II: sono divisi in tre zone ciascuno (A, B e C) a propria volta con 8 squadre ciascuna. Ogni girone disputa i suoi incontri con la formula di andata e ritorno.
- Gruppo III e IV: sono a 15 squadre a girone unico.

#### Secondo turno (luglio-dicembre)
- URBA Top 14: assegna il titolo URBA ed è disputato tra le migliori quattordici squadre del Gruppo I;
- Riassegnazione gruppo I: si disputa tra 16 squadre, le peggiori 10 del Gruppo I e le migliori 6 del gruppo II. Le prime 10 classificate disputano il Gruppo I della stagione successiva;
- Riassegnazione gruppo II: è formato da 24 squadre, le peggiori 18 del Gruppo II e le prime 6 del Gruppo III, divise in due zone, chiamate E ed F; le migliori 18 disputano la stagione successiva nel Gruppo II;
- Riassegnazione gruppo III: è formato da 12 squadre, le ultime 9 del Gruppo III e le prime 3 del Gruppo IV; le prime 9 classificate militano nel Gruppo III per la stagione successiva;
- Riassegnazione gruppo IV: torneo tra le ultime 12 classificate del Gruppo IV.

### Campionato giovanile
Esiste anche un torneo giovanile, senza promozioni o retrocessioni: la serie d'appartenenza del club è dato dalla consistenza della rosa del club, Gruppo I per la squadra che iscrive fino a 35 giocatori, Gruppo II per quella che ne iscrive di più.
Anche la formazione dei gironi della seconda fase dipende dal numero dei club iscritti; generalmente, comunque, il girone finale per il titolo prevede dalle 12 alle 14 squadre.

### Il Nacional de Clubes
Le migliori otto classificate del Top 14 sono ammesse a partecipare al Torneo Nacional de Clubes della stagione successiva.
L'Unión de Rugby de Buenos Aires è la federazione provinciale che fornisce più squadre al torneo nazionale, in quanto esso è composto da 16 squadre; delle altre cinque federazioni, tre ne forniscono 2 e due ne forniscono una soltanto.

## Albo d'oro
- 1899  Lomas
- 1900  Buenos Aires FC
- 1901  Buenos Aires FC
- 1902  Buenos Aires FC
- 1903  Buenos Aires FC
- 1904  Buenos Aires FC
- 1905  Rosario
- 1906  Rosario
- 1907  Belgrano
- 1908  Buenos Aires FC
- 1909  Buenos Aires FC
- 1910  Belgrano
- 1911 GEBA
- 1912 GEBA
- 1913  Lomas
- 1914  Belgrano
- 1915  Buenos Aires FC
- 1917  CASI
- 1918  CASI
- 1920  CASI
- 1921  CASI -  Belgrano [3]
- 1922  CASI
- 1923  CASI
- 1924  CASI
- 1925  CASI
- 1926  CASI
- 1927  CASI
- 1928  CASI
- 1929  CASI
- 1930  CASI
- 1931  C.U.B.A.
- 1932 GEBA
- 1933  CASI
- 1934  CASI
- 1935  Rosario
- 1936  Belgrano
- 1937  Old Georgian
- 1938  Old Georgian
- 1939  Old Georgian - GEBA -  San Isidro[3]
- 1940  Belgrano -  Olivos[3]
- 1941  San Isidro
- 1942  C.U.B.A.

- 1943  CASI
- 1944  C.U.B.A.
- 1945  C.U.B.A.
- 1946  Pucará
- 1947  C.U.B.A.
- 1948  San Isidro
- 1949  CASI -  C.U.B.A.[3]
- 1950  C.U.B.A. -  Pucará[3]
- 1951  C.U.B.A.
- 1952  C.U.B.A.
- 1953 Obras Sanitarias
- 1954  CASI
- 1955  CASI
- 1956  CASI
- 1957  CASI
- 1958  Buenos Aires CRC
- 1959  Buenos Aires CRC
- 1960  CASI
- 1961  CASI
- 1962  CASI
- 1963  Belgrano
- 1964  CASI
- 1965  C.U.B.A.
- 1966  Belgrano
- 1967  Belgrano -  CASI[3]
- 1968  Belgrano -  C.U.B.A.[3]
- 1969  C.U.B.A.
- 1970  C.U.B.A. -  San Isidro[3]
- 1971  San Isidro
- 1972  San Isidro
- 1973  San Isidro
- 1974  CASI
- 1975  CASI
- 1976  CASI
- 1977  San Isidro
- 1978  San Isidro
- 1979  San Isidro
- 1980  San Isidro
- 1981  CASI
- 1982  CASI
- 1983  San Isidro
- 1984  San Isidro

- 1985  CASI
- 1986  San Isidro -  Banco Nación[3]
- 1987  San Isidro
- 1988  San Isidro
- 1989  Alumni -  Banco Nación[3]
- 1990  Alumni
- 1991  Alumni
- 1992  Alumni
- 1993  San Isidro
- 1994  San Isidro
- 1995  La Plata
- 1996  Hindú -  Rosario[3]
- 1997  San Isidro
- 1998  Hindú
- 1999  San Isidro
- 2000  Rosario
- 2001  Alumni
- 2002  San Isidro
- 2003  San Isidro
- 2004  San Isidro
- 2005  San Isidro
- 2006  Hindú
- 2007  Hindú
- 2008  Hindú
- 2009  Hindú
- 2010  San Isidro
- 2011  San Isidro
- 2012  Hindú
- 2013  C.U.B.A.
- 2014  Hindú
- 2015  Hindú
- 2016  Belgrano
- 2017  Hindú
- 2018  Alumni
- 2019  San Isidro
- 2021  C.U.B.A.
- 2022  Hindú
- 2023  San Isidro
- 2024  Alumni

## Selezioni provinciali
L'Unión de Rugby de Buenos Aires, ha attualmente una selezione unica per la partecipazione al campionato interprovinciale.
Sino al 1960 esistevano tre selezioni:
- Capital selezioned della città di Nuenos Aires
- Provincia, selezione delle squadre della provincia e della periferia di Buenos Aires
- La Plata, selezione della città di La Plata (tra il 1952 e il 1955, "Ciudad Eva Peron"